# Verejnosť proti násiliu
Verejnosť proti násiliu (zkratka VPN, česky Veřejnost proti násilí) bylo slovenské občanské politické hnutí, které vzniklo po 17. listopadu 1989 a působilo na Slovensku do roku 1992. K jeho zakladatelům patřili Milan Kňažko, Ján Budaj, Fedor Gál, Jozef Kučerák a další. V letech 1990–1992 bylo hnutí VPN rozhodující vládní politickou silou na Slovensku, která vyhrála první svobodné volby v červnu 1990, a sehrálo obdobnou roli jako v českých zemích Občanské fórum. Z VPN se postupně vydělilo několik slovenských politických stran, např. HZDS - Hnutí za demokratické Slovensko a Občanská demokratická unie.

## Vznik
V reakci na pražské události ze 17. listopadu se v neděli 19. listopadu sešlo v bratislavské Umělecké besedě přibližně pět set umělců, intelektuálů a osobností společenského života. Milan Kňažko, který se vrátil z Prahy, informoval o stávce pražských divadel a umělci kolem výtvarníků Miroslava Cipára a Ľubomíra Longauera předložili výzvu, v níž pražskou stávku podpořili. Na tomto shromáždění padl i návrh na vytvoření politického hnutí a zároveň vznikl i jeho název. K samotnému vzniku došlo následující den, 20. listopadu, kdy jeho zakladatelé Milan Kňažko, Ján Budaj, Fedor Gál, Peter Zajac, Martin Bútora, Jozef Kučerák a další přijali programové prohlášení, na jehož základě od vládnoucí moci vyžadovali dialog, nastolení skutečné demokracie a zrušení článku 4 ústavy ČSSR o vedoucí úloze KSČ. Prohlášení přečetl Milan Kňažko na prvním mítinku hnutí na Hviezdoslavově náměstí 22. listopadu. Hnutí se rychle stalo hlavní opoziční silou na Slovensku. Jeho prioritou bylo dovést Slovensko ke svobodným volbám, které se uskutečnily v roce 1990.

## Volby 1990

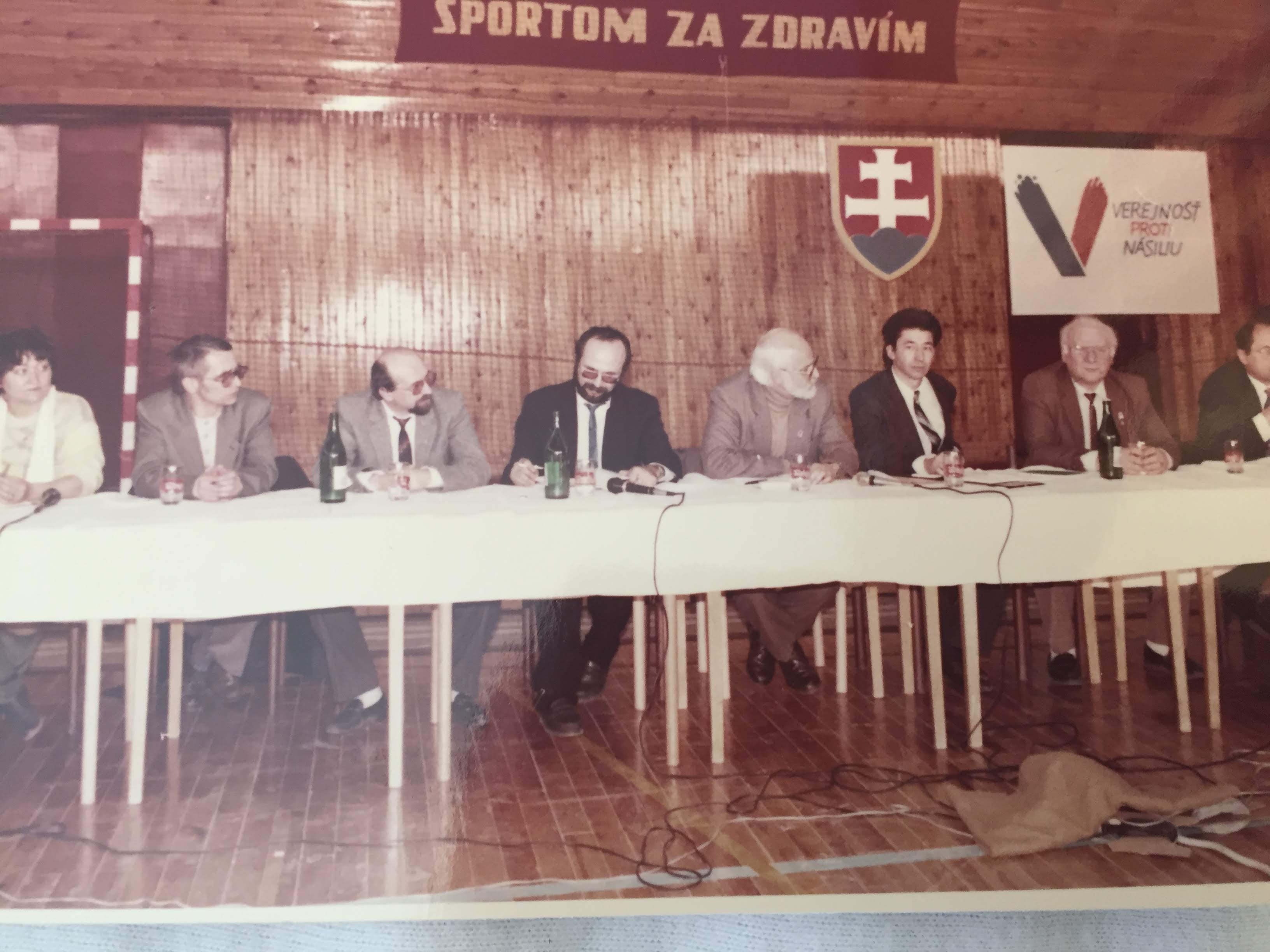

V období od 28. prosince 1989 do 31. března 1990 byli na základě ústavního zákona 183/1989 o volbě poslanců zákonodárných sborů kooptováni kandidáti VPN do Slovenské národní rady a do Federálního shromáždění.
První sněm VPN se konal 27. ledna 1990 v Bratislavě. Jeho cílem bylo stanovení úkolů pro první svobodné volby, vypsané na 8. – 9. června téhož roku. Na jaře 1990 VPN představilo předvolební program s názvem Šance pro Slovensko, v němž byl kladen důraz na zabezpečení demokracie a právního státu a v ekonomické oblasti na zavedení tržního hospodářství.
Před volbami se na kandidátku VPN dostalo několik známých osobností, bez ohledu na jejich komunistickou minulost. Mezi jinými tam byli Alexander Dubček, premiér Marián Čalfa a předseda SNR Milan Čič. V polovině května, po dvou týdnech volební kampaně, mělo VPN podle průzkumů volebních preferencí již 18,5 % hlasů.
Ve volbách do Slovenské národní rady se VPN umístilo se ziskem 29,35% hlasů na prvním místě a získalo 48 křesel. Ve volbách do obou komor Federálního shromáždění, které se konaly současně, získalo hnutí 32,5 %, respektive 37,3 % hlasů.

### Volební výsledky

#### Sněmovna lidu Federálního shromáždění
| Volby | Hlasy     | Hlasy | Mandáty | Mandáty | Pozice | Postavení |
| Volby | Abs.      | %     | Abs.    | ±       | Pozice | Postavení |
| ----- | --------- | ----- | ------- | ------- | ------ | --------- |
| 1990  | 1 104 125 | 10.4  | 19/150  | ▲19     | ▲3.    | Vláda     |

#### Sněmovna národů Federálního shromáždění
| Volby | Hlasy     | Hlasy | Mandáty | Mandáty | Pozice | Postavení |
| Volby | Abs.      | %     | Abs.    | ±       | Pozice | Postavení |
| ----- | --------- | ----- | ------- | ------- | ------ | --------- |
| 1990  | 1 262 278 | 11.9  | 33/150  | ▲33     | ▲2.    | Vláda     |

#### Slovenská národní rada
| Volby | Hlasy   | Hlasy | Mandáty | Mandáty | Pozice | Postavení |
| Volby | Abs.    | %     | Abs.    | ±       | Pozice | Postavení |
| ----- | ------- | ----- | ------- | ------- | ------ | --------- |
| 1990  | 991 285 | 23.9  | 48/150  | ▲48     | ▲1.    | Vláda     |

## Vláda 1990–1992
Po prvních svobodných volbách v roce 1990 vytvořila vládu na Slovensku koalice VPN, Křesťanskodemokratické hnutí a Demokratická strana. Hlavním kandidátem vítězného VPN na předsedu slovenské vlády se po volbách stal ministr vnitra Vladimír Mečiar a v této funkci působil od 27. června 1990 do 23. dubna 1991. 
Mečiar se začátkem roku 1991 dostal do otevřeného sporu s vedením VPN. Po vyostření konfliktu parlament koncem března 1991 odvolal Mečiara z funkce předsedy vlády a 23. dubna 1991 ho v pozici premiéra nahradil Ján Čarnogurský. Dne 5. března 1991 vznikla platforma VPN Za demokratické Slovensko (VPN-ZDS), do které přešla značná část členů VPN. Později se přetransformovala na politickou stranu Hnutí za demokratické Slovensko (HZDS) a jejím předsedou byl zvolen Vladimír Mečiar.
Zbytek VPN postupně ztrácel vliv a většina zbývajících členů vytvořila Občanskou demokratickou unii – VPN (ODÚ-VPN), od roku 1992 jen ODÚ. Ve volbách roku 1992 získala tato strana pouze 4,04 % hlasů a nepřekročila požadovanou hranici 5 % pro vstup do parlamentu. V důsledku volebního neúspěchu byla v listopadu 1992 rozpuštěna, čímž VPN prakticky zaniklo, protože HZDS se k odkazu VPN nepřihlásilo.